# 毛慶蕃
毛慶蕃（1846年—1924年），字實君，江西省南昌府豐城縣（今江西省豐城县）人，清朝政治人物、進士出身。

## 生平
同治十二年，中舉；光緒十五年，登進士，授庶吉士，后任戶部山東司幫主稿北檔房總辦、戶部雲南司正主稿、天津河間道。光緒三十三年，任江蘇提學使。次年，任甘肅布政使。民國三年，任北京政府參政院參政。